# 蕭尚欽
蕭尚欽，字敬之，贵州福泉人，清朝政治人物，同進士出身。

## 生平
道光十八年（1838年）戊戌科進士，三甲三十四名，選翰林院庶吉士，改知縣。